# Fungus Rock
Fungus Rock, originariamente in italiano Pietra del Generale o Rocca del Generale (in maltese Il-Ġebla tal-Ġeneral), è uno scoglio dell'arcipelago delle Isole maltesi; si trova di fronte all'isola di Gozo nel mar Mediterraneo.

## Descrizione
La Pietra del Generale è un piccolo massiccio di calcare alto 60 metri all'ingresso della laguna di Dwejra sulla costa dell'isola di Gozo e fa parte del comune di San Lorenzo.
I Cavalieri Ospitalieri scoprirono sulla sommità della roccia una curiosa specie vegetale somigliante ad un fungo, a cui diedero il nome di Fungo di Malta. I medici dell'epoca credevano che avesse proprietà medicinali, e perciò veniva donato agli illustri visitatori delle isole maltesi. Da questa particolare pianta deriva il nome in lingua inglese del massiccio, Fungus Rock.
Al giorno d'oggi la Pietra del Generale è una riserva naturale, tuttavia il litorale è accessibile ai bagnanti e il mare limpido unitamente ai fondali lussureggianti la rendono un sito ideale anche per lo snorkeling.